# Regola
Regola – rione, jedno z dwudziestu dwóch rioni Rzymu, tradycyjnych jednostek podziału administracyjnego miasta, dotyczącego części wewnątrz murów aureliańskich (z niewielkimi wyjątkami). Stanowi część gminy Municipio Roma I.
Współcześnie Regola ma powierzchnię 0,32 km², a w 2015 zamieszkiwało je 3 974 mieszkańców.
Historyczny numer dzielnicy to R. VII.